# Municipio de Leasburg
El municipio de Leasburg (en inglés: Leasburg Township) es un municipio ubicado en el  condado de Caswell en el estado estadounidense de Carolina del Norte. En el año 2000 tenía una población de 1.256 habitantes.

## Geografía
El municipio de Leasburg se encuentra ubicado en las coordenadas 36°24′3.01″N 79°13′20.68″O / 36.4008361, -79.2224111.